# 谢米诺夫棘豆
谢米诺夫棘豆（学名：Oxytropis semenowii）为豆科棘豆属下的一个种。